# Джон Хюз
Джон Хюз (на английски: John Hughes) е американски филмов режисьор, продуцент и писател. Негови са едни от най-популярните и най-успешните филми на 1980-те и 1990-те, насочени към юношеската аудитория: National Lampoon's Vacation, „Почивният ден на Ферис Бюълър“ (Ferris Bueller's Day Off), „Нечиста наука“ (Weird Science), „Клуб „Закуска“ (The Breakfast Club), „Шестнадесет свещи“ (Sixteen Candles), „Красива в розово“ (Pretty in Pink), „Самолети, влакове и коли“ (Planes, Trains and Automobiles), „Чичо Бък“ (Uncle Buck), „Сам вкъщи“ (Home Alone) и „Сам вкъщи 2:Изгубен в Ню Йорк“ (Home Alone 2: Lost in New York).
След много успешна кариера, той се оттегля напълно от киното и отива да живее във Уисконсин. Последното му появяване на публично място и последната му известна снимка е от 2001 година. Умира от инфаркт на 6 август 2009 година.